# Paul Claudel
Pour les articles homonymes, voir Claudel.
Paul Claudel, né le 6 août 1868 à Villeneuve-sur-Fère (département de l'Aisne), mort le 23 février 1955 à Paris (16e arrondissement), est un dramaturge, poète, essayiste et diplomate français, membre de l'Académie française. Il est le frère de la sculptrice Camille Claudel, le gendre de l'architecte Louis Sainte-Marie Perrin, et le beau-père du diplomate Jacques-Camille Paris.
Claudel a étudié le droit et la philosophie avant de se tourner vers l'écriture. Ses premiers poèmes ont été publiés en 1890, et en 1893, il a écrit sa première pièce de théâtre à succès La Ville.
Il a également travaillé comme diplomate pour le gouvernement français, ce qui l'a amené à voyager dans de nombreux pays, dont la Chine, où il a écrit une série de poèmes inspirés par sa rencontre avec la culture chinoise.
En plus de ses poèmes, Claudel a écrit de nombreux drames, dont Le Soulier de satin et L'Annonce faite à Marie. Ses œuvres ont été traduites dans de nombreuses langues et ont été jouées dans le monde entier.

## Biographie

### Origines familiales et jeunesse

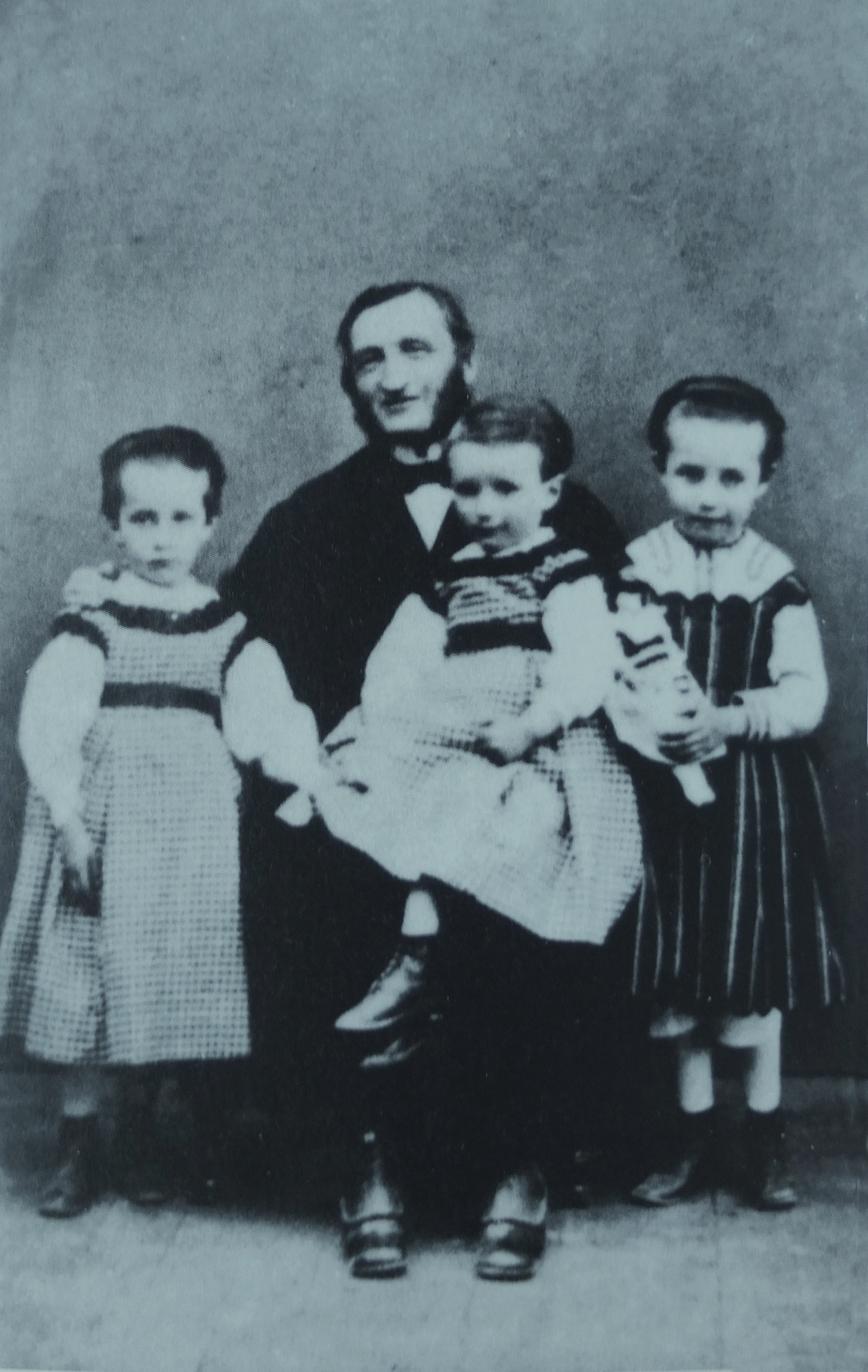
La famille Claudel vers 1870, le père avec Paul sur ses genoux au centre, Camille avec sa poupée à droite, et Louise à gauche.

Paul Louis Charles Claudel est issu d'une famille de la bourgeoisie provinciale. 
Son père, Louis-Prosper Claudel, né en 1826 à La Bresse (département des Vosges), mort en 1913, est receveur de l'Enregistrement puis conservateur des hypothèques à Nogent-sur-Seine. Il épouse en 1862 Louise Athénaïse, née Cerveaux.
Par son père, on remonte sa généalogie jusqu’à Jacques Elophe Claudel né vers 1500 et mort en 1530.
Conduit par sa carrière en Picardie, son père y trouve une épouse et entre dans une famille de notables enracinés dans l’Aisne,.
Par sa mère, il descend de Charlotte de Vertus, issue d’une famille de vignerons. La famille de Vertus prétend, sans preuves, descendre directement d'un fils illégitime de Philippe Antoine, bâtard de Vertus, gouverneur de Blois et de Coucy qui meurt des mains du bourreau le 18 juillet 1445. Ce dernier était le fils naturel de Philippe d'Orléans (1396-1420), comte de Vertus, fils de Valentine Visconti et de Louis Ier d'Orléans, fils de Charles V le Sage,,.
Paul est le seul de la fratrie à naître dans le village de Villeneuve-sur-Fère, dans l'ancien presbytère du village (devenu depuis 2018 la Maison de Camille et Paul Claudel). La famille y était accueillie depuis 1866 par le curé, oncle de Madame Claudel.

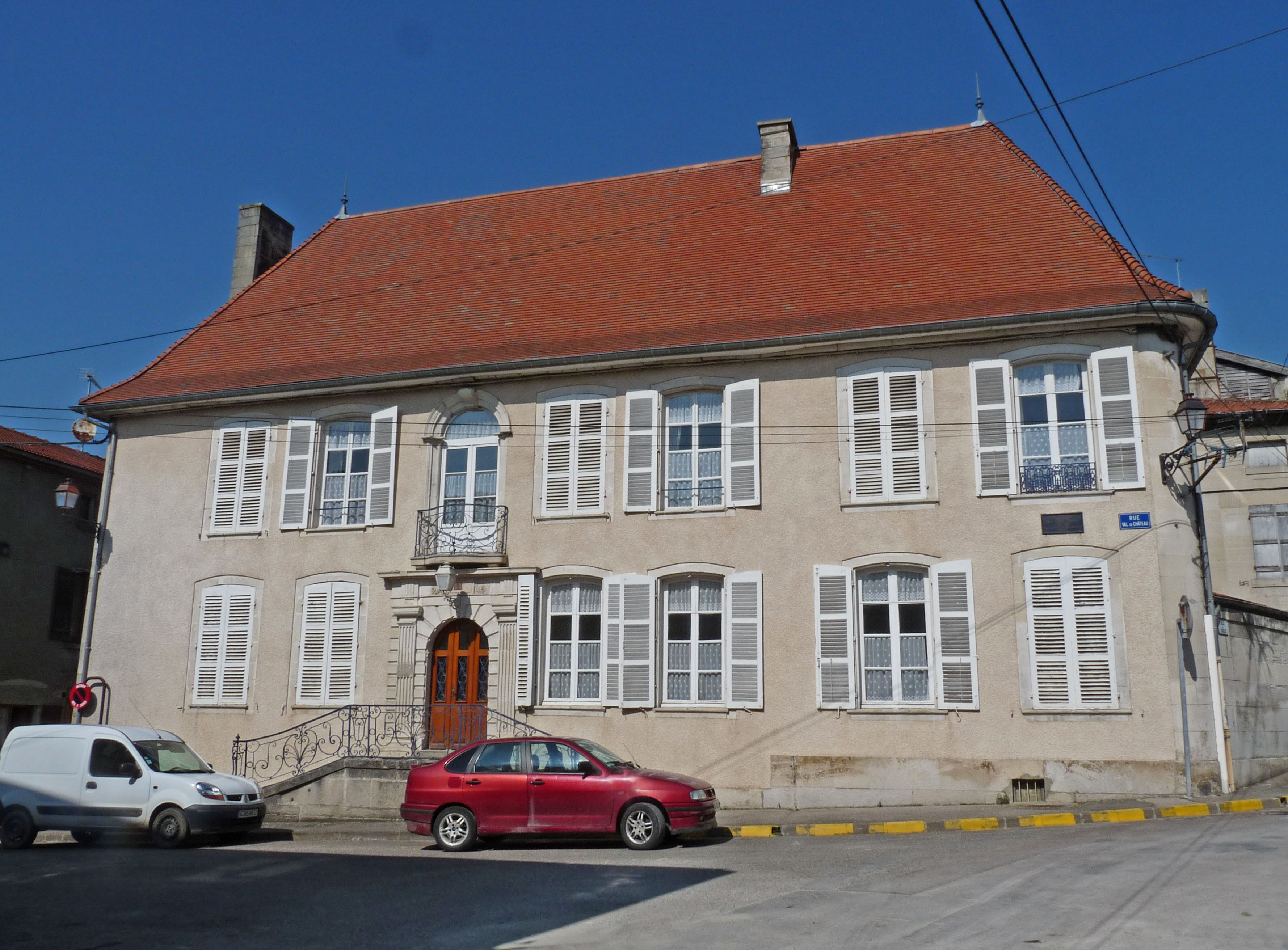
Domicile familial de Paul et Camille Claudel à Wassy.

Paul est le frère cadet de Louise Claudel, pianiste née en 1866, et de la sculptrice Camille Claudel, laquelle réalisera en 1884 son buste « en jeune Romain ».
Il grandit à Villeneuve-sur-Fère jusqu'en 1879, puis à Wassy entre 1879 et 1881. De 1882 à 1886 il vit à Paris avec sa mère et ses sœurs au 135bis, boulevard du Montparnasse, puis de 1886 à 1892 au 31, boulevard de Port-Royal.

### Formation
Il fait ses études au lycée Louis-le-Grand, y obtient son baccalauréat de philosophie en 1885, puis s’inscrit à l’École libre des sciences politiques pour y préparer une licence de droit. Il en est diplômé en 1885 (section administrative). Il passe le concours d'entrée dans le corps diplomatique en 1890. Il est reçu et commence sa carrière en 1893.

### Conversion

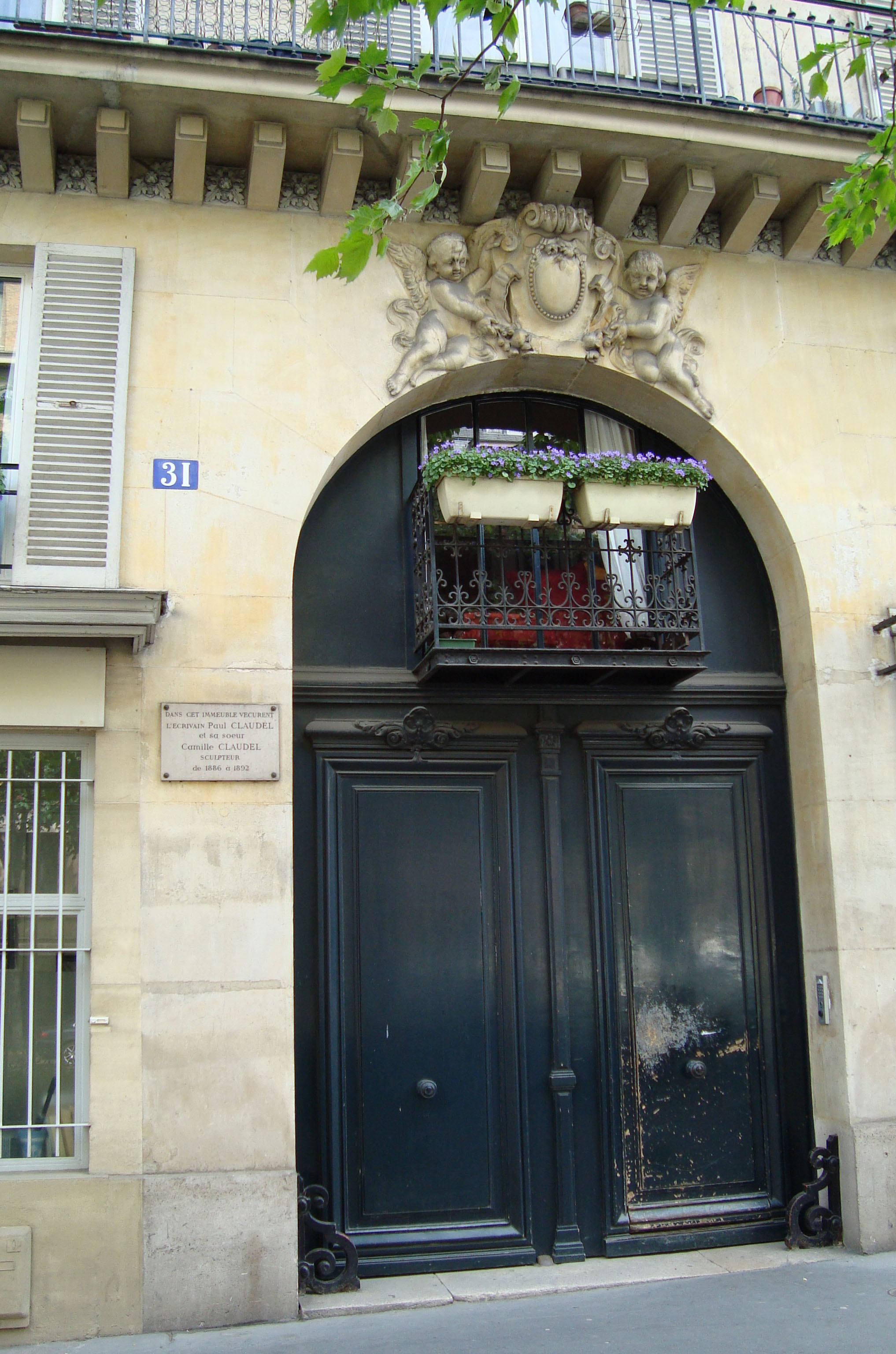
Immeuble du boulevard de Port-Royal où vécut la famille Claudel de 1886 à 1892.

Claudel, selon ses dires, baignait, comme tous les jeunes gens de son âge, dans le « bagne matérialiste » du scientisme de l'époque. Il se convertit au catholicisme, religion de son enfance, en assistant en curieux aux vêpres à Notre-Dame de Paris le 25 décembre 1886, jour de Noël.

« Les enfants de la maîtrise […] étaient en train de chanter ce que je sus plus tard être le Magnificat. J’étais moi-même debout dans la foule, près du second pilier à l'entrée du chœur à droite du côté de la sacristie. Et c'est alors que se produisit l'événement qui domine toute ma vie. En un instant mon cœur fut touché et je crus. Je crus, d'une telle force d'adhésion […] que, depuis, tous les livres, tous les raisonnements, tous les hasards d'une vie agitée, n'ont pu ébranler ma foi, ni, à vrai dire, la toucher. »

L'auteur clé de sa conversion catholique est Arthur Rimbaud,, qu'il découvre peu avant l'évènement de décembre 1886 — à la fois par Les Illuminations mais surtout Une saison en enfer — et qui changera, comme il l'a souvent raconté, le cours de sa vie.

### Influences

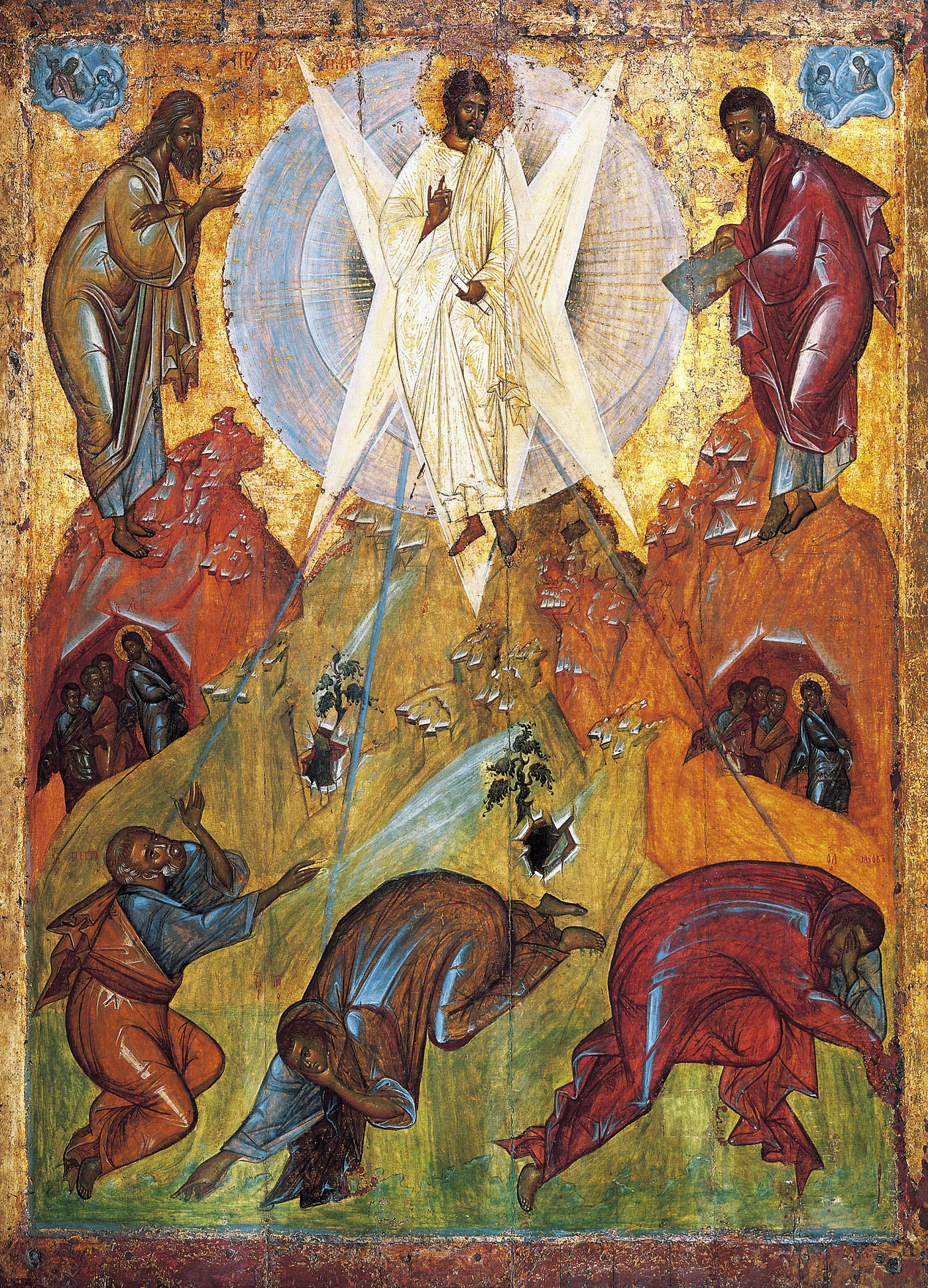
La Transfiguration, icône du XVe siècle, Théophane le Grec, galerie Tretiakov.

Son œuvre est profondément marquée par la foi chrétienne, à la suite de la révélation en 1886.
Outre Arthur Rimbaud, l'influence de Thomas d'Aquin, qu'il a appelé, dans un article fameux, le « mystique à l'état sauvage », est notamment manifeste dans Tête d'or, l'une de ses premières pièces de théâtre. 
Claudel s’est également consacré à l’exégèse biblique pendant presque toute sa vie. Pour lui, la foi n’est pas seulement une persistance dans sa critique sur l’art, mais plutôt une nourriture pour son esprit et son âme. Il consacre plusieurs articles typiques à ce sujet : Vitraux des Cathédrales de France, La Cathédrale de Strasbourg, L’Art et la Foi, L’Art Religieux, etc. Il met en lumière l’esprit religieux partout où il le peut. C’est la façon pour lui d’exprimer sa méditation sur son intimité d’homme et de croyant. Il confie même parfois sa foi au lecteur pour aider à comprendre ses textes. Il perçoit la Bible comme une œuvre poétique, qui le stimule à interroger et à commenter les tableaux avec un style qui parfois s'en inspire.
Dans la littérature, Claudel a plus d'une fois exprimé son peu de goût pour les écrivains français du XVIIe siècle, à l'exception de Bossuet, qu'il admirait vivement. Parmi ses principales influences littéraires, il faut citer Mallarmé dont il fut l’un des plus jeunes disciples.

### Diplomate
Passée une velléité d'entrer dans les ordres, il entre dans la carrière diplomatique en 1893. Tout d'abord premier vice-consul à New York puis à Boston, il est nommé consul à Shanghai en 1895. Il est alors appuyé par le secrétaire général du Quai d'Orsay, Philippe Berthelot.
À l'âge de 32 ans, en 1900, il veut mettre fin à sa carrière diplomatique pour devenir moine bénédictin, et postule à l'abbaye Saint-Martin de Ligugé. Les supérieurs du monastère ne l'admettront pas comme moine, mais en 1905, il deviendra oblat de cette même abbaye. Il est le cofondateur avec André Gide, Jacques Copeau, Jacques Rivière, Jean Schlumberger, Charles-Louis Philippe et Gaston Gallimard, de la Nouvelle Revue Française en 1909.

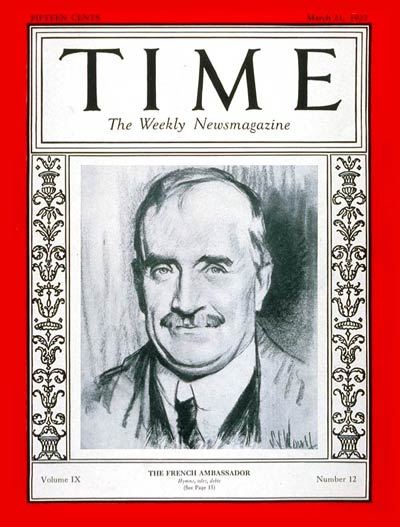
Paul Claudel ambassadeur de France à Washington.

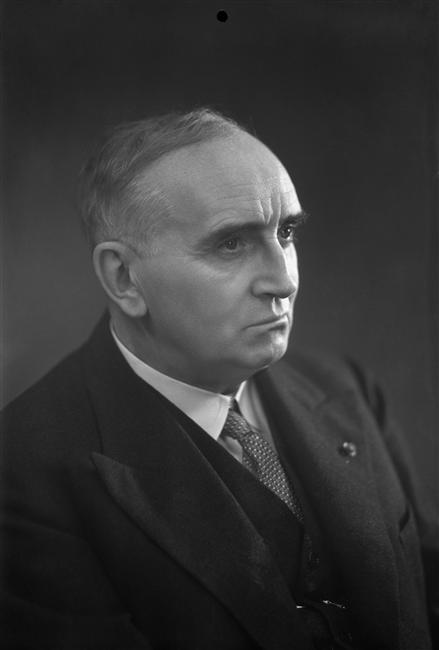
Paul Claudel en 1936 (68 ans)

De retour en Chine, il y poursuit sa carrière diplomatique, et après avoir été consul à Shanghai (1895), il devient vice-consul à Fou-Tchéou (Fuzhou, 1900) puis consul à Tientsin (Tianjin, 1906-09). Il est ensuite consul à Prague (1909), Francfort (1911) et Hambourg (1913), avant d'être nommé ministre plénipotentiaire à Rio de Janeiro (1916) et à Copenhague (1919). Il est ambassadeur à Tokyo (1921), Washington (1927) puis Bruxelles (1933), où se termine sa carrière diplomatique en 1936. Les multiples voyages de Claudel nourrissent « le baroque vu et vécu », qui prend sa source dans ses impressions et ses promenades et devient une des caractéristiques majeures de ses pièces de théâtre.

#### Rencontre de Rosalie Ścibor-Rylska
Paul Claudel a une liaison avec Rosalie Ścibor-Rylska, d'origine polonaise, épouse de Francis Vetch, entrepreneur et affairiste. Il la rencontre en 1900 sur le bateau qui l’amène avec son mari en Chine, et a une fille naturelle, Louise Vetch (1905-1996), compositrice et cantatrice. Rosalie semble inspirer le personnage de Prouhèze dans Le Soulier de satin et Louise Vetch le personnage d'Ysé dans Partage de midi.
Elle repose à Vézelay, où sa tombe porte ce vers du poète : « Seule la rose est assez fragile pour exprimer l'éternité », vers extrait de Cent phrases pour éventails.

### Écrivain engagé

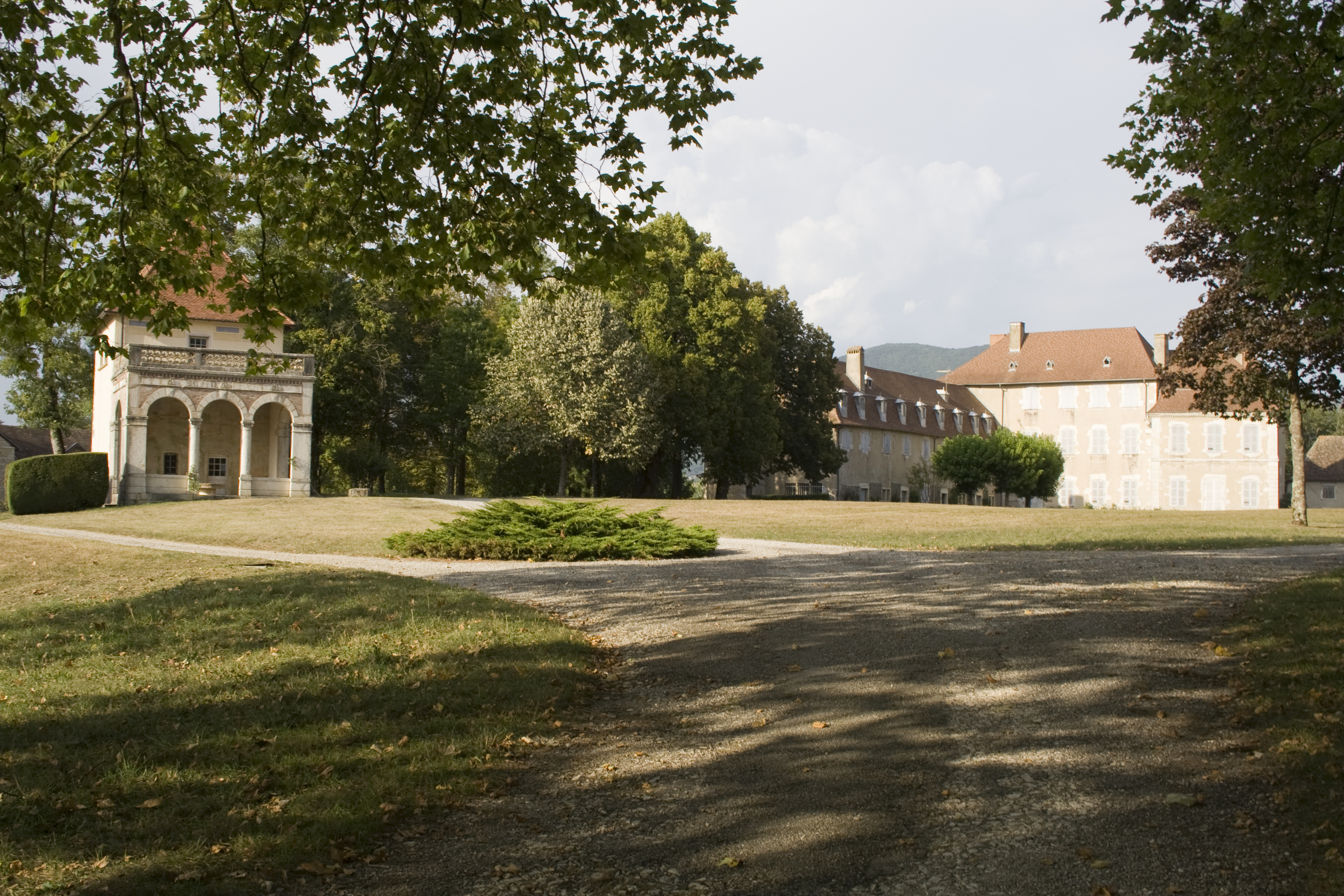
Le château de Brangues.

A partir de 1935, Claudel occupe  de plus en plus le château de Brangues, en Isère, qu'il a acquis en 1927 pour des séjours l'été. Il y passe désormais de longs étés et les quatre années de la guerre. Le travail littéraire, mené jusqu'alors parallèlement à sa carrière diplomatique, occupe désormais la plus grande part de son existence. Il reçoit à Brangues diverses notoriétés : des hommes politiques comme le président Édouard Herriot, ou des écrivains comme François Mauriac.
Georges Clemenceau, amateur de littérature et lui-même écrivain, a laissé cette sévère appréciation de la prose claudélienne : 

« J'ai d'abord cru que c'était un carburateur et puis j'en ai lu quelques pages — et non, ça n'a pas carburé. C'est des espèces de loufoqueries consciencieuses comme en ferait un Méridional qui voudrait avoir l'air profond… »

En 1934, c'est Paul Claudel qui écrit puis déclame l'éloge funèbre pour son ami, l'ancien secrétaire général du Quai d'Orsay, Philippe Berthelot.

Pendant la guerre d'Espagne, Claudel apporte son soutien aux franquistes. Geneviève Dreyfus-Armand écrit : 

« Paul Claudel, que son statut de diplomate contraignait sans doute à la réserve, sortit pourtant de celle-ci en mai 1937 en écrivant un poème dédié "aux martyrs espagnols" morts à cause de leur foi. Ce poème servit de préface à l’ouvrage du catalan Joan Estelrich, La Persécution religieuse en Espagne, publié à Paris en 1937 pour dénoncer les violences anticléricales. François Mauriac reprocha à Claudel de n’avoir pas écrit un seul vers pour "les milliers et les milliers d'âmes chrétiennes que les chefs de l'Armée Sainte […] ont introduits dans l'éternité". »

L’auteur ajoute que Bernanos lui répondit en publiant Les Grands Cimetières sous la lune et précise en outre que Claudel signa le Manifeste aux intellectuels espagnols du 10 décembre 1937 publié dans le magazine de propagande franquiste Occident, dirigé par Estelrich,. Il en est même l'un des principaux rédacteurs et initiateurs. Claudel, d’autre part, refusa de rejoindre le Comité français pour la paix civile et religieuse en Espagne lancé par Jacques Maritain.
Enzo Traverso va plus loin en écrivant : 

« De son côté, le monde catholique a cessé d’être un bloc conservateur : il se divise entre une droite qui, notamment à cause de la guerre civile espagnole, se fascise — il suffit de penser aux poèmes de Paul Claudel à la gloire de Franco —, et une "gauche", au sens topologique du terme, qui reconnaît la légitimité de l’antifascisme. Traumatisés par la violence franquiste, François Mauriac et Georges Bernanos adoptent une position de soutien ou de neutralité bienveillante à l’égard de la République, tant en Espagne qu’en France. »

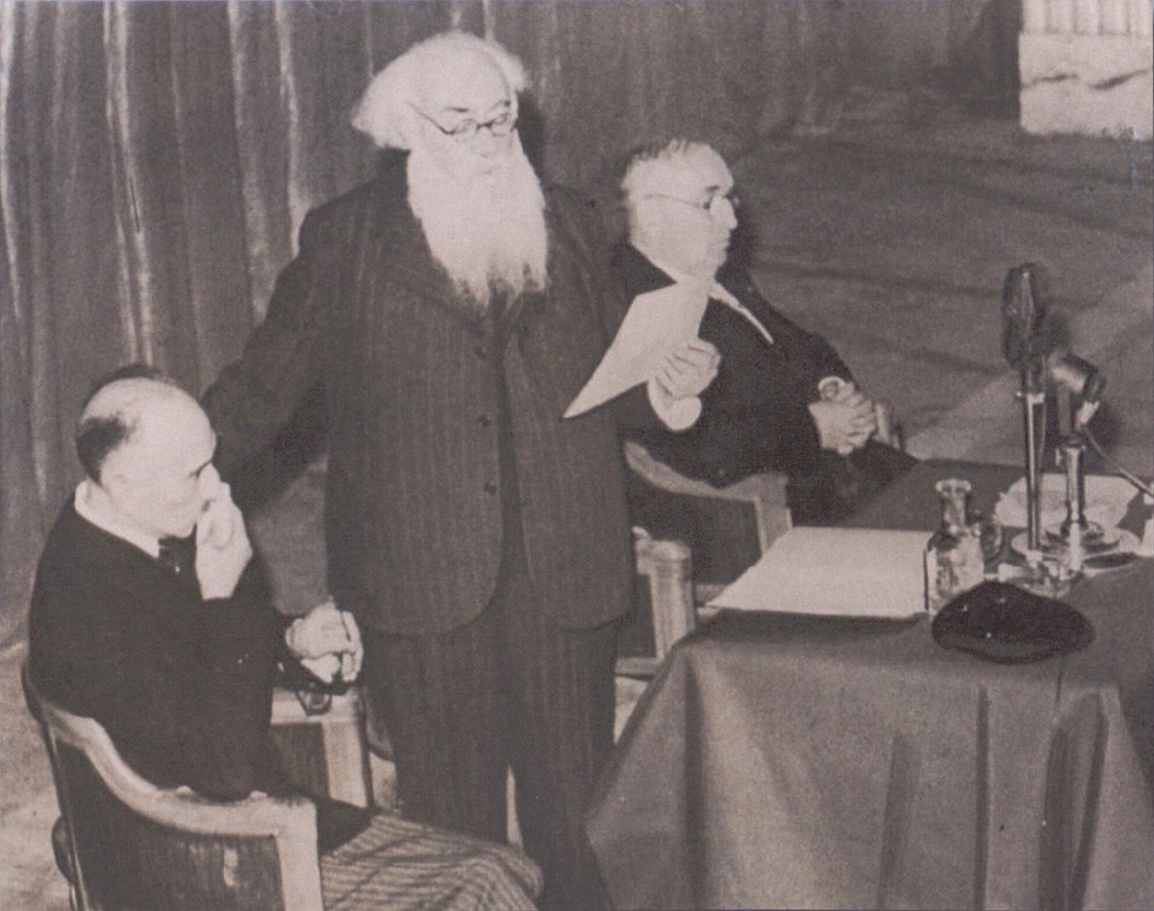
François Mauriac, Francis Jammes et Paul Claudel vers 1938.

En 1938, Claudel, qui a fait de la moto, entre au conseil d'administration de la Société des moteurs Gnome et Rhône, grâce à la bienveillance de son directeur, Paul-Louis Weiller, mécène et protecteur de nombreux artistes (Jean Cocteau, Paul Valéry, André Malraux). Ce poste, richement doté, lui vaudra des critiques, à la fois par le statut social et le montant des émoluments qu'il en retire mais aussi par le fait qu'au cours de la Seconde Guerre mondiale, cette entreprise de mécanique participe à l'effort de guerre allemand pendant l'Occupation.
Selon l'hebdomadaire royaliste L'Indépendance française, cité par Le Dictionnaire des girouettes[réf. à confirmer], « sans aucune nécessité et sans aucun travail, simplement pour avoir assisté six fois au Conseil d'administration, il a touché 675 000 francs. Bénéfices de guerre, bénéfices de la guerre allemande. » À partir de 1940, Paul-Louis Weiller, juif, est déchu de la nationalité française.

### Hésitations devant la Seconde Guerre mondiale
Cette section ne s'appuie pas, ou pas assez, sur des sources secondaires ou tertiaires indépendantes du sujet. Le texte peut contenir des analyses inexactes ou inédites de sources primaires.
Pour l'améliorer, ajoutez-en, ou placez des modèles {{Source secondaire souhaitée}} ou {{Source secondaire nécessaire}} sur les passages mal sourcés. (juin 2023)
Attristé par les débuts de la guerre, et notamment l'invasion de la Pologne, au cours d'un mois de septembre 1939 qu'il juge par ailleurs « merveilleux », Claudel est initialement peu convaincu par le danger que représente l'Allemagne nazie. Il s'inquiète davantage de la puissante Russie, qui représente selon lui une « infâme canaille communiste ».
En 1940, il est ulcéré par la défaite de la France mais voit d'abord une délivrance dans les pleins pouvoirs conférés par les députés à Pétain.

Dressant dans son Journal un « état de la France au 6 juillet 1940 », il met au passif la sujétion de la France à l'Allemagne, la brouille avec l'Angleterre « en qui seule est notre espérance éventuelle » et la présence au gouvernement de Pierre Laval, qui ne lui inspire pas confiance. À l'actif, il met l'épuisement de l'Allemagne et de l'Italie, le gain de forces de l'Angleterre et un changement idéologique qu'il décrit comme suit : 

« La France est délivrée après soixante ans de joug du parti radical et anti-catholique (professeurs, avocats, juifs, francs-maçons). Le nouveau gouvernement invoque Dieu et rend la Grande-Chartreuse aux religieux. Espérance d'être délivré du suffrage universel et du parlementarisme ; ainsi que de la domination méchante et imbécile des instituteurs qui lors de la dernière guerre se sont couverts de honte. Restauration de l'autorité. »

(Ce qui concerne les instituteurs est un écho d'une conversation de Claudel avec le général Édouard Corniglion-Molinier et Antoine de Saint-Exupéry, qui, selon Claudel, lui avaient parlé « de la pagaille des troupes françaises, les officiers (les instituteurs réservistes) "lâchant pied" les premiers. »)
Le 24 septembre 1940, Claudel va cependant plus loin encore dans le rejet des catégories que chasse Vichy : « Ma consolation est de voir la fin de cet immonde régime parlementaire qui, depuis des années, dévorait la France comme un cancer généralisé. C'est fini […] de l'immonde tyrannie des bistrots, des francs-maçons, des métèques, des pions et des instituteurs… »
Toutefois, le spectacle de la collaboration avec l'Allemagne l'écœure bientôt. En novembre 1940, il note dans le même Journal : « Article monstrueux du cardinal Baudrillart dans La Croix nous invitant à collaborer "avec la grande et puissante Allemagne" et faisant miroiter à nos yeux les profits économiques que nous sommes appelés à en retirer ! […] Fernand Laurent dans Le Jour déclare que le devoir des catholiques est de se serrer autour de Laval et de Hitler. — Les catholiques de l'espèce bien-pensante sont décidément écœurants de bêtise et de lâcheté. »
Dans Le Figaro du 10 mai 1941, il publie encore des Paroles au Maréchal (désignées couramment comme l’Ode à Pétain) qui lui sont souvent reprochées. La péroraison en est : « France, écoute ce vieil homme sur toi qui se penche et qui te parle comme un père./ Fille de saint Louis, écoute-le ! et dis, en as-tu assez maintenant de la politique ?/ Écoute cette voix raisonnable sur toi qui propose et qui explique. » Henri Guillemin, critique catholique et grand admirateur de Claudel mais non suspect de sympathie pour les pétainistes, a raconté que, dans un entretien de 1942, Claudel lui expliqua ses flatteries à Pétain par l'approbation d'une partie de sa politique (lutte contre l'alcoolisme, appui aux écoles libres), la naïveté envers des assurances que Pétain lui aurait données de balayer Laval et enfin l'espoir d'obtenir une protection en faveur de son ami Paul-Louis Weiller et des subventions aux représentations de L'Annonce faite à Marie.

À partir d'août 1941, le Journal ne parle plus de Pétain qu'avec mépris. Il écrit notamment en septembre 1942 : 

« Horribles persécutions contre les juifs. […] De la part de Laval tout cela est naturel, mais que penser du Maréchal ! Un degré de plus dans la honte ! Le même infâme qui écrit à Hitler pour le féliciter d'avoir libéré la France de l'agression anglaise et d'avoir nettoyé le territoire des agresseurs. Y aura-t-il jamais assez de crachats pour cette gueule de traître ! »

L'attitude de Claudel à l'égard des persécutions antisémites est au demeurant courageuse et sans ambiguïté. Il écrit en décembre 1941 au grand rabbin Schwartz pour lui dire « le dégoût, l'horreur, l'indignation qu'éprouvent à l'égard des iniquités, des spoliations, des mauvais traitements de toutes sortes dont sont actuellement victimes nos compatriotes israélites, tous les bons Français et spécialement les catholiques […] Un catholique ne peut oublier qu'Israël est le Fils aîné de la promesse comme il est aujourd'hui le Fils aîné de la douleur. » Cette lettre est très largement diffusée en France et à l'étranger. Il n'épargne pas les autorités religieuses et proteste directement, dans une lettre adressée au cardinal Gerlier, contre les honneurs rendus au cardinal Baudrillart lors de ses obsèques, au printemps 1942 : « Pour l'émule de Cauchon, l’Église de France n'a pas eu assez d'encens. Pour les Français immolés, pas une prière, pas un geste de charité ou d'indignation. »
Camille Claudel meurt de faim à Montdevergues (Montfavet - Vaucluse) en pleine guerre, le 19 octobre 1943.
Dans Le Figaro du 23 décembre 1944, Paul Claudel publie Un poème au général de Gaulle, qu'il avait récité au cours d'une matinée du Théâtre-Français consacrée aux « Poètes de la Résistance ».

### Consécration
Claudel a mené une constante méditation sur la parole, qui commence avec son théâtre et se poursuit dans une prose poétique très personnelle, s'épanouit au terme de sa vie dans une exégèse biblique originale. Cette exégèse s'inspire fortement de l'œuvre de l'Abbé Tardif de Moidrey (dont il a réédité le commentaire du Livre de Ruth), mais aussi d'Ernest Hello.

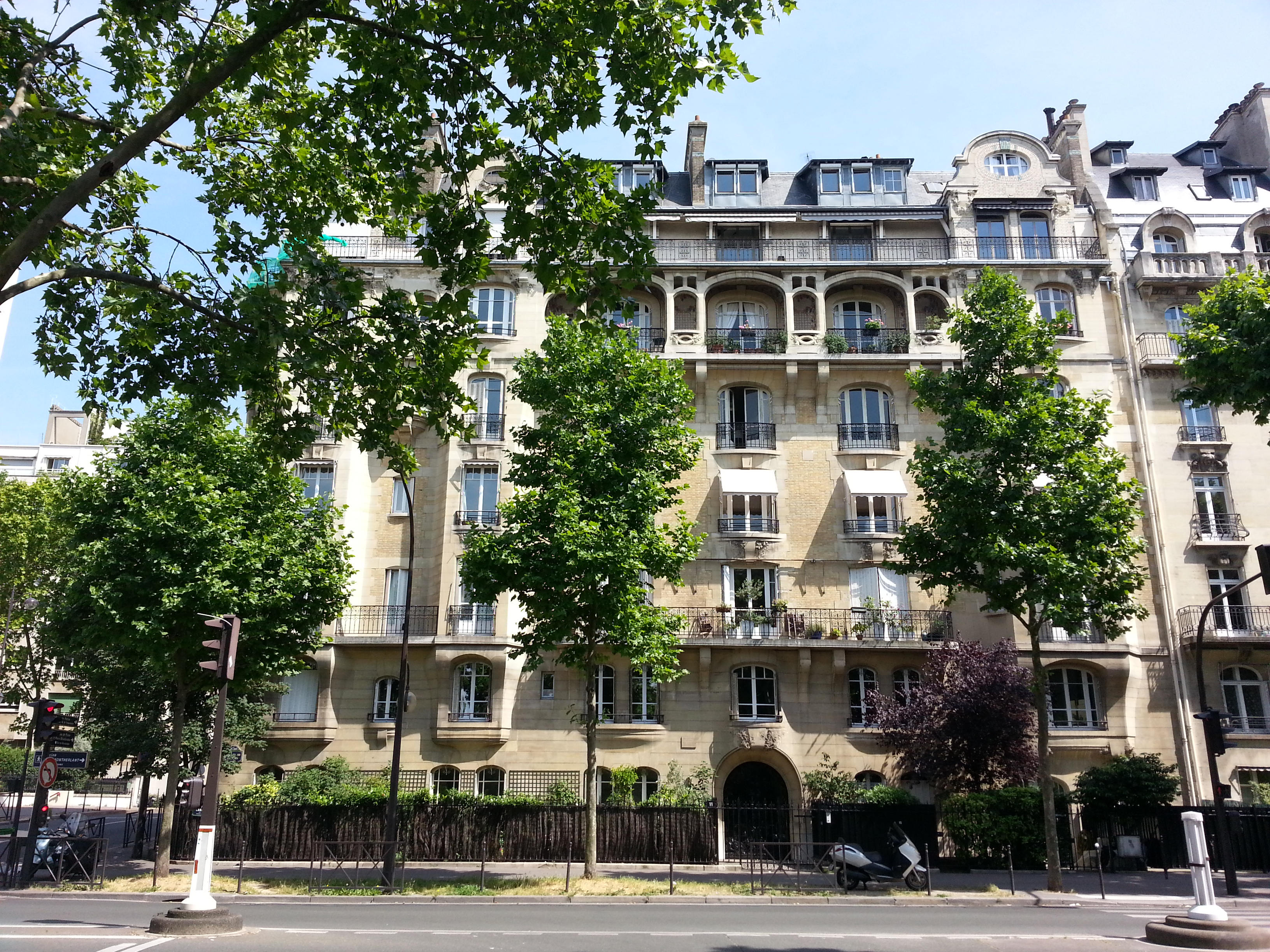
11, boulevard Lannes, dernier domicile de Paul Claudel.

Claudel s'inscrit ainsi dans la tradition patristique du commentaire scripturaire, qui s'était peu à peu perdue avec la scolastique et a été reprise au XIXe siècle par ces deux auteurs, avant de revenir sur le devant de la scène théologique avec le cardinal Jean Daniélou et Henri de Lubac. Sa foi catholique est essentielle dans son œuvre qui chantera la création : « De même que Dieu a dit des choses qu'elles soient, le poète redit qu'elles sont. » Cette communion de Claudel avec Dieu a donné ainsi naissance à près de quatre mille pages de textes. Il y professe un véritable partenariat entre Dieu et ses créatures, dans son mystère et dans sa dramaturgie, comme dans Le Soulier de satin et L'Annonce faite à Marie.
Le 28 mars 1935, il avait déjà fait acte de candidature au fauteuil de Louis Barthou ou il n’obtint que dix voix face à Claude Farrère qui fut élu. Il avait très amèrement ressenti son échec qui apparut à beaucoup comme un scandale.
Avec Maurice Garçon, Charles de Chambrun, Marcel Pagnol, Jules Romains et Henri Mondor, il est l'une des six personnalités élues le 4 avril 1946 à l'Académie française lors de la deuxième élection groupée de cette année, visant à combler les très nombreuses places vacantes laissées par la période de l'Occupation. Il est élu par vingt-quatre voix à ce poste. Il n’a effectué aucune des visites rituelles, pas plus qu’il n’a fait acte de candidature.
Il est reçu à l'Académie française le 13 mars 1947 par François Mauriac, au fauteuil de Louis Gillet. Après son élection à l'Académie, il consacre le reste de sa vie à l'étude de textes bibliques.
De 1948 à 1955, il préside l'Association France États-Unis.
De 1953 à 1955 il participe à la revue littéraire de Jean-Marc Langlois-Berthelot dit « Jean-Marc Montguerre », L'Échauguette.
Il est par ailleurs membre du comité d'honneur du Centre culturel international de Royaumont.

### Mort

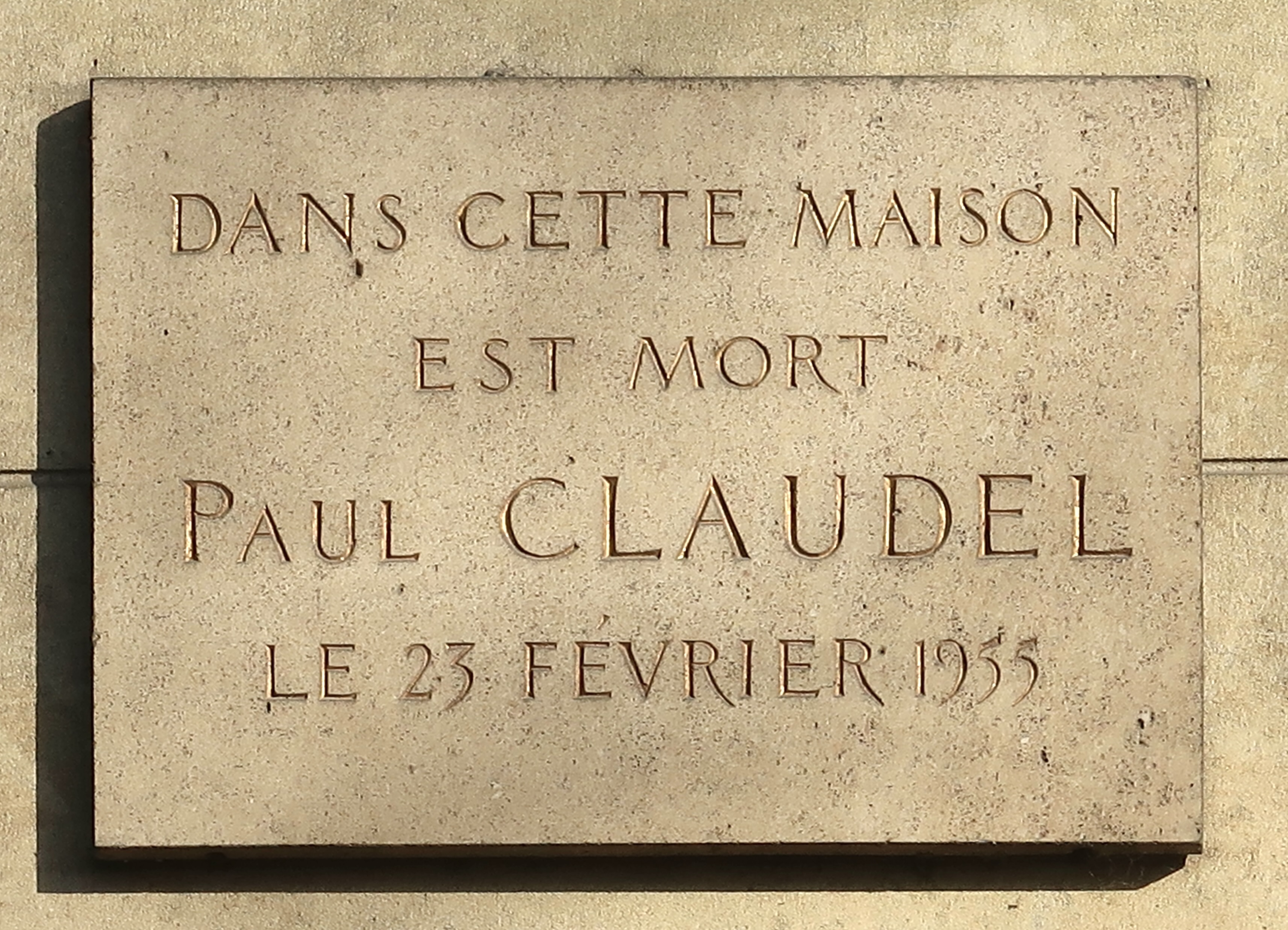
Plaque au 11, boulevard Lannes.

Il meurt le 23 février 1955 à Paris, au 11 boulevard Lannes à l'âge de 86 ans. Il est enterré dans le parc du château de Brangues ; sa tombe porte l'épitaphe : « Ici reposent les restes et la semence de Paul Claudel,. »

### Décorations
- Grand-croix de la Légion d'honneur remise le 17 octobre 1951
  - Grand officier (1926), commandeur (1924), officier (1919), chevalier (1905)[62],[63]
- Ordre d'Isabelle la Catholique

### Récompenses
- Prix Narcisse-Michaut (1913) de l'Académie française[64]
- Grande Médaille d'or avec plaquette d'honneur de l'Académie Arts-Sciences-Lettres[65]
- Docteur honoris causa de l'Université Laval (1928)
- Membre d’honneur de l’Académie des sciences, belles-lettres et arts de Lyon en 1946[66]

### Famille

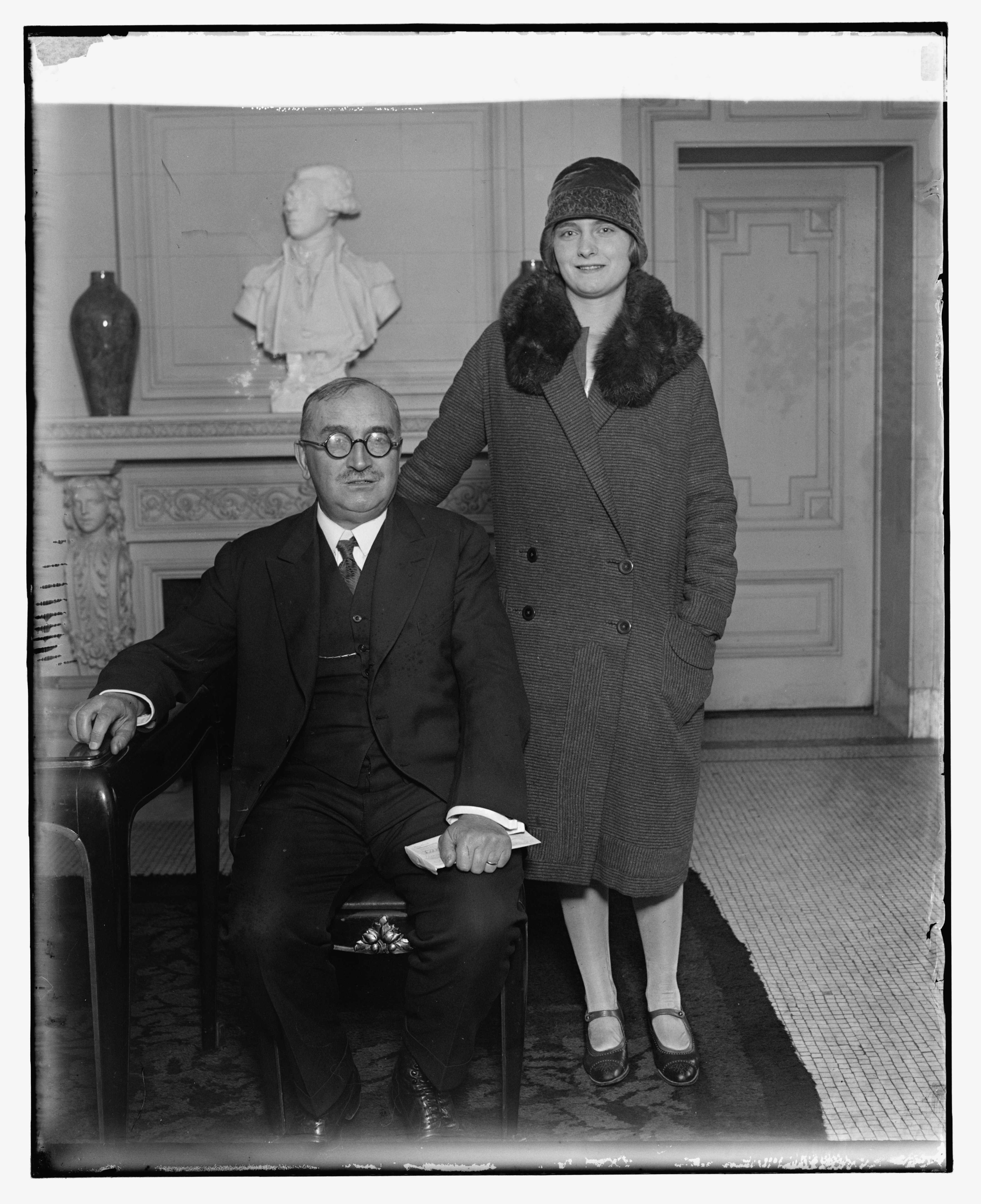
Paul Claudel et son épouse Reine Sainte-Marie-Perrin en 1927.

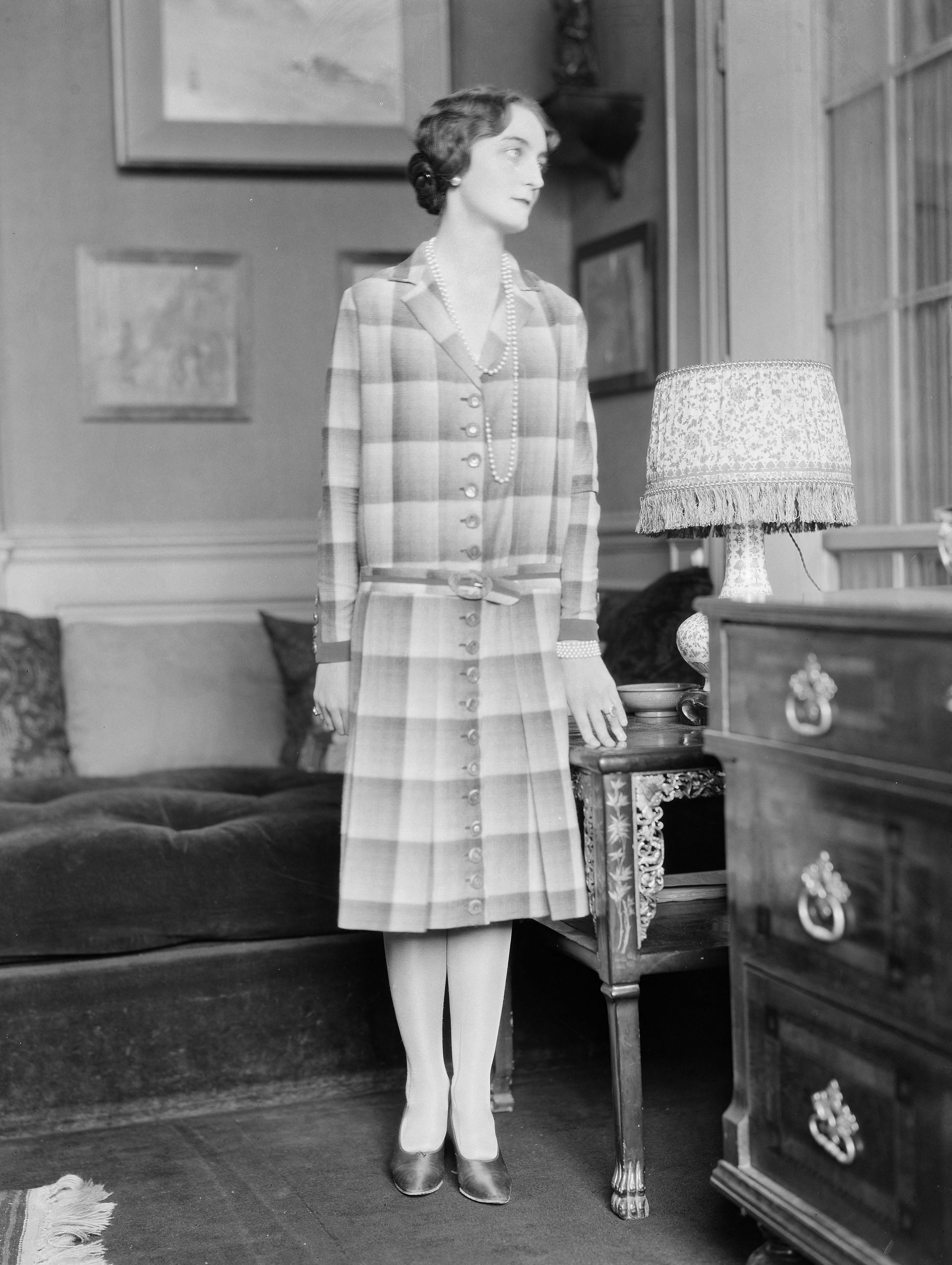
Marie Claudel, fille de Paul Claudel (1924).

Paul Claudel épouse à Lyon le 14 mars 1906 Reine Sainte-Marie-Perrin (1880-1973), fille de Louis Sainte-Marie Perrin, architecte de la basilique Notre-Dame de Fourvière, petite-fille du docteur Théodore Perrin, petite-nièce de Louis Perrin et d’Adélaïde Perrin. Elle a un frère, Antoine, qui est l’époux de Élisabeth René-Bazin, fille de l’écrivain René Bazin, de l’Académie française,. Le couple embarque trois jours plus tard pour la Chine, où Claudel est consul à Tientsin. Ils ont cinq enfants : Marie (1907-1981), Pierre (1908-1979), Reine (1910-2007) épouse du diplomate Jacques-Camille Paris, Henri (1912-2016), et Renée (1917-2021).
En septembre 1913, la sculptrice Camille Claudel, sœur de Paul (et ancienne maîtresse d'Auguste Rodin), est internée en asile d'aliénés à Mondevergues (Montfavet - Vaucluse) à la demande de la famille et à l'instigation de son frère Paul, qui décide d'agir immédiatement après la mort de leur père. En trente ans d'hospitalisation, Paul Claudel ne va voir sa sœur qu'à douze reprises.
Lors de la rétrospective qui lui fut consacrée en 1934, des témoins ont rapporté que Paul Claudel s'emporte : il ne veut pas qu'on sache qu'il a une sœur folle. À la mort de celle-ci, en 1943, Paul Claudel ne se déplace pas : Camille est inhumée au cimetière de Montfavet accompagnée du seul personnel de l'hôpital ; quelques années plus tard, ses restes sont transférés dans une fosse commune, ni Paul ni les membres de la famille Claudel n'ayant proposé de sépulture.

## Postérité

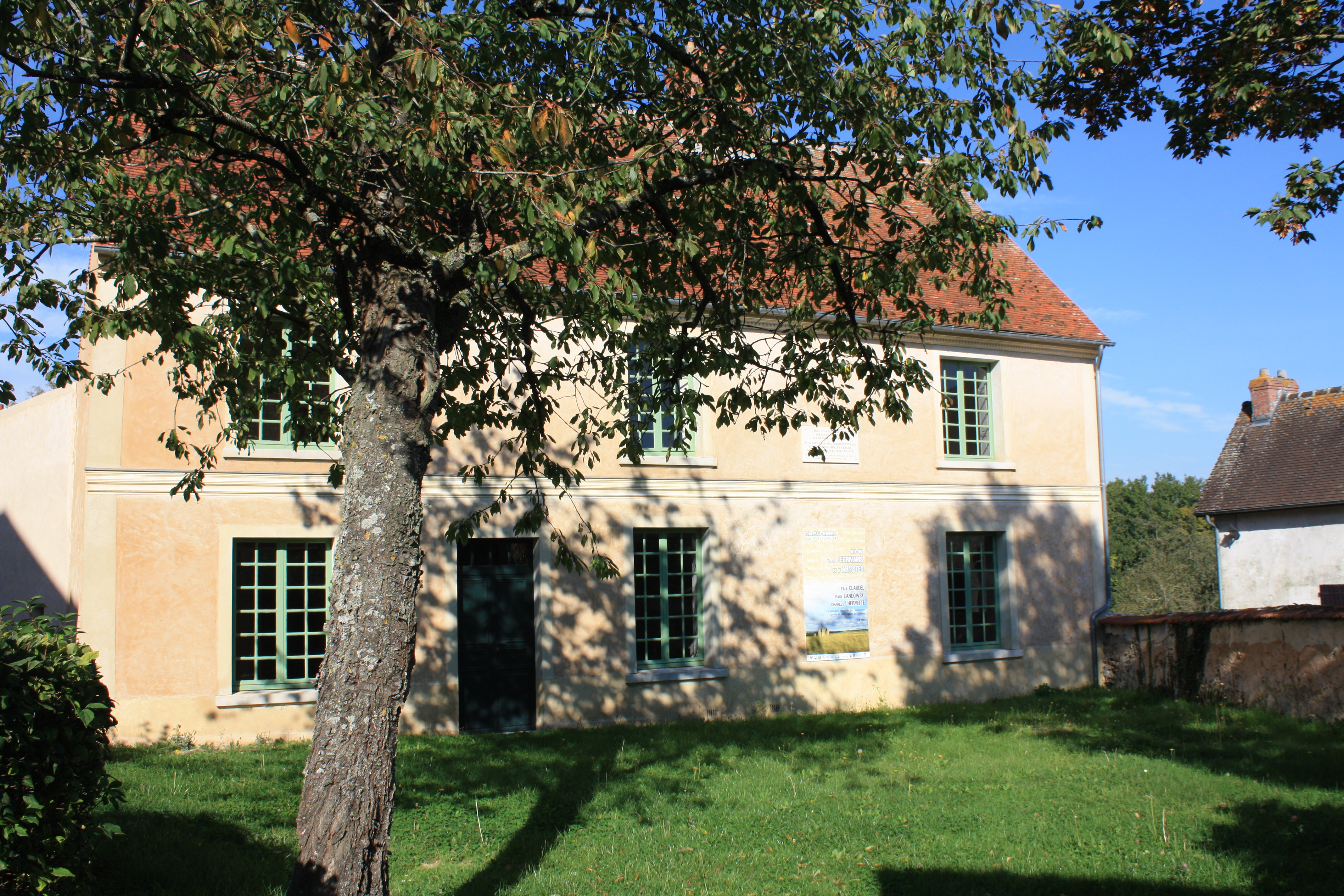
Maison natale de Paul Claudel à Villeneuve-sur-Fère.

L'ancien presbytère où il est né est devenu, en 2018, la Maison de Camille et Paul Claudel, exposant des œuvres de Camille et des documents inédits sur Paul Claudel. La Maison appartient au réseau des Maisons des illustres.
Le travail d'édition et d'annotation de son Journal est réalisé après sa mort par son ami François Varillon, prêtre jésuite et théologien, et par Jacques Petit, dans la bibliothèque de la Pléiade.
Claudel n'a pas eu que des admirateurs. Après sa mort, André-Paul Antoine, journaliste à L'Information, a publié cette épitaphe littéraire dans son journal : « Si M. Paul Claudel mérite quelque admiration, ce n'est ni comme poète, ni comme diplomate, ni comme Français, c'est comme maître-nageur. »

## Déclamation
Comme poète, Claudel porte une grande attention à la diction, à l'énonciation ou à la déclamation, les réclamant comme de son domaine propre d'écrivain. Il dit, dans une correspondance à son ami Édouard Bourdet :

« Je n’admettrai jamais que la musique associée à un texte poétique dépende exclusivement du choix du metteur en scène. En réalité, il s’agit d’une émanation du texte et c’est l’auteur qui doit être responsable de l’une comme de l’autre. »

Il recherche toute sa vie une énonciation intelligible et signifiante. Pour lui elle s'opère dans l'attention au diseur, et en détachant syntaxe et souffle : il peut aller jusqu'à proposer un silence au milieu d'une phrase, même au milieu d'un mot ou au milieu d'une syllabe ou d'un phonème. Par exemple, à la répartie de Don Camille à Prouhèze dans Le Soulier de Satin : « Et cependant qui diable m’a fait, je vo/us prie, si ce n’est pas elle seule ? », il indique un soupir au milieu du mot vous. Il retient d'autres principes expressifs : accentuer sur les consonnes et moins sur les voyelles, placer une inflexion en début de vers et le terminer dans une légère atténuation de voix. Dans son rapport avec le comédien, le sens n'est pas enserré dans l'écrit, mais procède du travail vocal du diseur. Ce travail, à la différence de la versification classique, n'est pas préalablement fixé, c'est au diseur de se mettre à son école.

## Claudel et le théâtre
Au tournant du XXe siècle, les contemporains de Claudel avaient tendance à le considérer comme auteur de « théâtre injouable ». À cette époque, le jeune auteur écrivait en restant isolé, en dehors de la mode de l'époque, où le succès venait du théâtre de boulevard avec des auteurs comme Henri Bernstein ou Sacha Guitry, et où l'écriture des pièces se faisait en fonction du public bourgeois et des vedettes prévues dans la distribution. Claudel, avec sa pièce Tête d'or, écrite dans une première version en 1889, mais créée bien plus tard en 1959, montrait une préférence pour le théâtre élisabéthain, donc Shakespeare.
Vers 1910, il fait évoluer sa façon d'écrire, par un travail direct avec la scène, les comédiens et comédiennes ; il écrit ainsi L'Otage et L'Annonce faite à Marie, drames qui seront joués presque aussitôt. Il pense alors qu'écrire sans recevoir la parole des comédiens et des comédiennes c'est être « comme un musicien sourd ».
À partir de là, Claudel va développer une pratique théâtrale très riche, entre la profusion et le dépouillement, la valorisation du texte et celle du corps humain, traversée de tensions et de contradictions. Il collabore avec qui est chargé d'écrire la musique ou de construire les décors de ses pièces. Il conserve toutefois la pratique du travail solitaire, et beaucoup de ses ouvrages restent méconnus. Même lorsqu'il est satisfait, il ne trouve pas toujours les faveurs du public ou de la critique. 
Plus que des pièces, il conçoit des réseaux d'écriture ou de réécriture : par exemple, il a réécrit Tête d'or plusieurs fois, La Femme et son ombre peut être vu comme un diptyque de L'Homme et son désir. Il ne fixait jamais son travail, le faisait évoluer en permanence, ce qui générait quelquefois la lassitude des personnes travaillant avec lui : par exemple Jean-Louis Barrault lui demandant de sortir lors des répétitions de Partage de midi. Il élaborait le concept de « théâtre à l’état naissant », où le spectacle essaie de saisir le moment ou chacun, chacune, cherche son rôle pour la première fois.

« Et c’est précisément ce que j’ai voulu montrer dans la petite pièce que vous allez
entendre. Il y a un tas d’acteurs en disponibilité au cabaret, tous en train de faire je ne sais quoi, boire, fumer, bâiller, se disputer, jouer aux cartes… Et tout à coup on apporte un grand panier plein de costumes et de perruques. C’est comme une secousse électrique. Chacun instantanément a pris son rôle. La pièce se fait devant nous toute seule ! »

— Paul Claudel, Théâtre

## Œuvres

### Théâtre
- 1887 : L'Endormie (première version)
- 1888 : Fragment d'un drame
- 1890 : Tête d'or (première version)
- 1892 : La Jeune Fille Violaine (première version)
- 1893 : La Ville (première version)
- 1894 : Tête d'or (deuxième version)[80] ; L'Échange (première version)
- 1899 : La Jeune Fille Violaine (deuxième version)
- 1901 : La Ville (deuxième version)
- 1901 : Le Repos du septième jour
- 1906 : Partage de midi, drame (première version)
- 1911 : L'Otage, drame en trois actes
- 1912 : L'Annonce faite à Marie (première version) Prix Narcisse-Michaut de l’Académie française 1913
- 1913 : Protée, drame satirique en deux actes (première version)
- 1917 : L'Ours et la Lune
- 1918 : Le Pain dur, drame en trois actes
- 1919 : Les Choéphores d'Eschyle
- 1920 : Le Père humilié, drame en quatre actes
- 1920 : Les Euménides d'Eschyle
- 1926 : Protée, drame satirique en deux actes (deuxième version)
- 1927 : Sous le rempart d'Athènes
- 1929 : Le Soulier de satin ou Le pire n'est pas toujours sûr, action espagnole en quatre journées (créé partiellement en 1943 par Jean-Louis Barrault, en version intégrale au théâtre d'Orsay en 1980 ; la version intégrale a été reprise en 1987 par Antoine Vitez[81])
- 1933 : Le Livre de Christophe Colomb, drame lyrique en deux parties
- 1939 : Jeanne d'Arc au bûcher
- 1939 : La Sagesse ou la Parabole du destin (sous le pseudonyme de Delachapelle)
- 1942 : L'Histoire de Tobie et de Sara, moralité en trois actes
- 1947 : L'Endormie (deuxième version)
- 1948 : L'Annonce faite à Marie (deuxième version)
- 1949 : Protée, drame satirique en deux actes (deuxième version)
- 1951 : L'Échange (deuxième version)

### Poésie

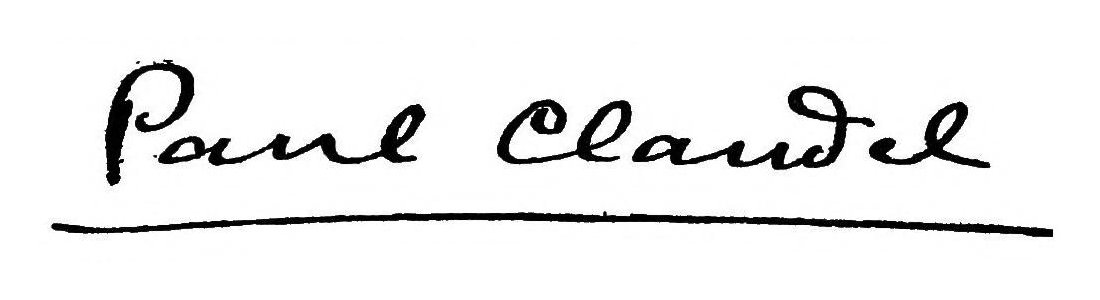
Signature de Paul Claudel sur l'autorisation donnée à Yale University Press de faire une traduction de Connaissance de l'Est, 1914.

- 1900, puis 1907 (2e éd.) : Connaissance de l'Est
- 1905 : Poèmes de la Sexagésime
- 1907 : Processionnal pour saluer le siècle nouveau
- 1911 : Cinq grandes odes
- 1911 : Le Chemin de la Croix
- 1911–1912 : La Cantate à trois voix[82]
- 1915 : Corona benignitatis anni dei
- 1919 : La Messe là-bas
- 1922 : Poèmes de guerre (1914-1916)
- 1925 : Feuilles de saints
- 1942 : Cent phrases pour éventails
- 1945 : Visages radieux
- 1945 : Dodoitzu, illustrations de Harada Rihakou
- 1949 : Accompagnements[83]

### Essais

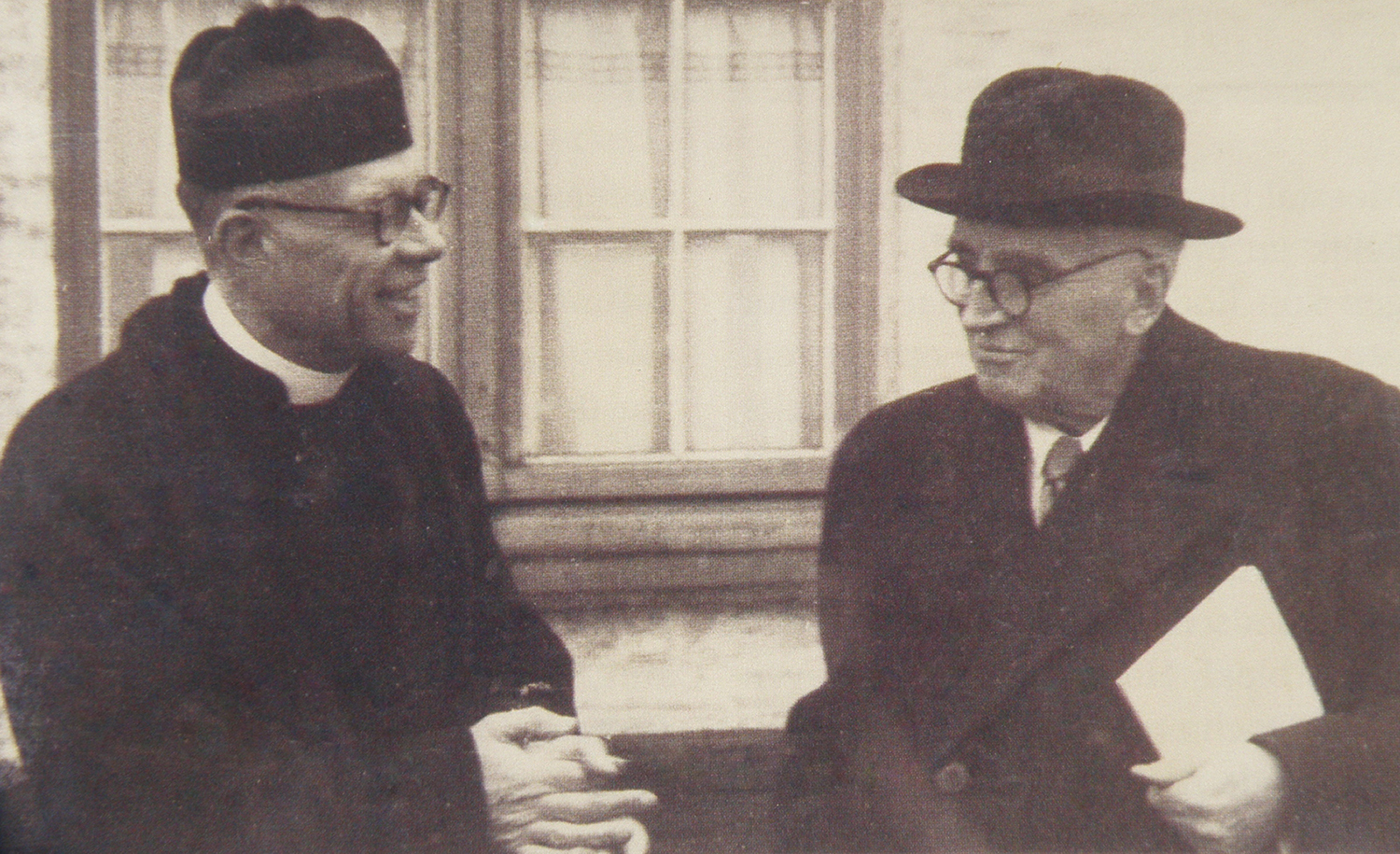
Rodolphe Hoornaert et Paul Claudel en 1930.

- 1907 : Art poétique Œuvre composée de trois traités : Connaissance du temps, Traité de la co-naissance au monde et de soi-même, Développement de l'Église.
- 1928 : Positions et propositions, tome I, in-12., 254 p., éditions de La Nouvelle Revue française, Gallimard
- 1929 : L'Oiseau noir dans le soleil levant
- 1934 : Positions et propositions, tome II
- 1935 : Conversations dans le Loir-et-Cher
- 1935 : Introduction à la peinture hollandaise, publiée en 1946 dans L'œil écoute
  - Traduction en néerlandais Inleiding tot de Hollandsche schilderkunst (1944)
- 1936 : Figures et paraboles
- 1940 : Contacts et circonstances
- 1942 : Seigneur, apprenez-nous à prier
- 1942 : Présence et prophétie
- 1946 : L'œil écoute
- 1949 : Emmaüs
- 1950 : Une voix sur Israël
- 1951 : L'Évangile d'Isaïe
- 1952 : Paul Claudel interroge l'Apocalypse
- 1954 : Paul Claudel interroge le Cantique des Cantiques
- 1955 : J'aime la Bible, Fayard
- 1956 : Conversation sur Jean Racine
- 1957 : Sous le signe du dragon
- 1958 : Qui ne souffre pas… Réflexions sur le problème social
- 1959 : La Rose et le rosaire
- 1959 : Trois figures saintes pour le temps actuel

### Mémoires, journal
- 1935 : Salut à la Belgique[84], chez Georges Thone, Liège, le 2 mai 1935.
- 1954 : Mémoires improvisés. Quarante et un entretiens avec Jean Amrouche
- 1968 : Journal. Tome I : 1904-1932
- 1969 : Journal. Tome II : 1933-1955

### Correspondance

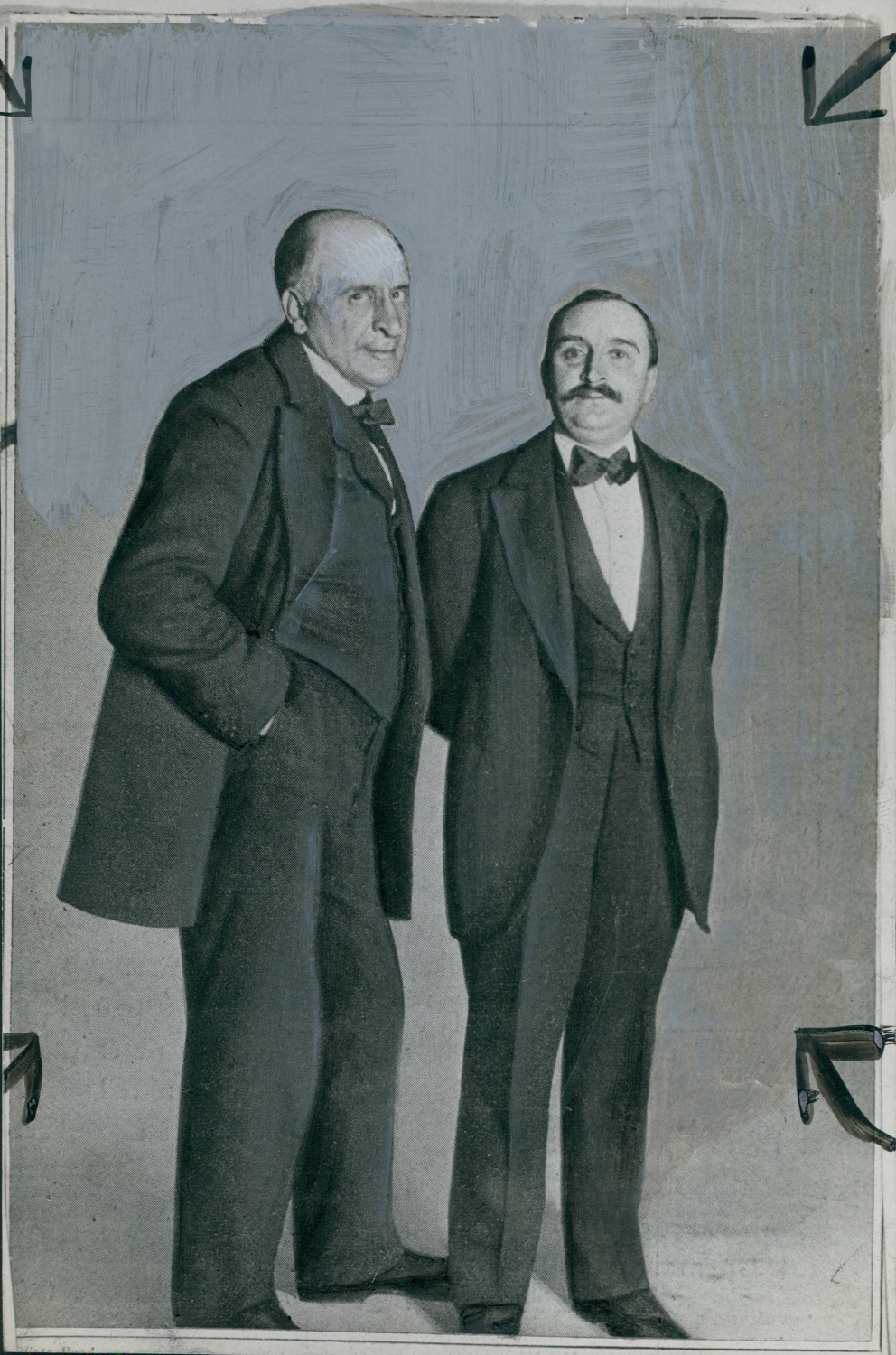
Lugné-Poe et Paul Claudel en 1914.

- 1949 : Correspondance de Paul Claudel et André Gide (1899-1926), préface et notes de Robert Mallet, Gallimard
- 1951 : Correspondance de Paul Claudel et André Suarès (1904-1938)
- 1952 : Correspondance de Paul Claudel avec Gabriel Frizeau et Francis Jammes (1897-1938), accompagnée de lettres de Jacques Rivière
- 1961 : Correspondance Paul Claudel et Darius Milhaud (1912-1953)
- 1964 : Correspondance de Paul Claudel et Lugné-Poe (1910-1928). Claudel homme de théâtre
- 1966 : Correspondances avec Copeau, Dullin, Jouvet. Claudel homme de théâtre
- 1974 : Correspondance de Jean-Louis Barrault et Paul Claudel
- 1984 : Correspondance de Paul Claudel et Jacques Rivière (1907-1924)
- 1990 : Lettres de Paul Claudel à Élisabeth Sainte-Marie Perrin et à Audrey Parr
- 1995 : Correspondance diplomatique. Tokyo (1921-1927)
- 1995 : Correspondance de Paul Claudel et Gaston Gallimard (1911-1954)
- 1996 : Paul Claudel, Jacques Madaule Connaissance et reconnaissance : Correspondance 1929-1954, DDB
- 1998 : Le Poète et la Bible, volume 1, 1910-1946, Gallimard, coll. « Blanche »
- 2002 : Le Poète et la Bible, volume 2, 1945-1955, Gallimard, coll. « Blanche »
- 2002 : Lettres à une amie, correspondance avec Françoise de Marcilly (1935-1954), édité par Xavier Tilliette, Bayard, 381 p.
- 2004 : Lettres de Paul Claudel à Jean Paulhan (1925-1954), Correspondance présentée et annotée par Catherine Mayaux, Berne, Paul Lang, 2004  (ISBN 3-03910-452-7)
- 2005 : Correspondance de Paul Claudel avec les ecclésiastiques de son temps. Volume I, Le sacrement du monde et l'intention de gloire, éditée par Dominique Millet-Gérard, Paris, Champion, coll. « Bibliothèque des correspondances, mémoires et journaux » no 19, 2005, 655 p.  (ISBN 2-7453-1214-6)
- 2005 : Une amitié perdue et retrouvée : correspondance de Paul Claudel et Romain Rolland, édition établie, annotée et présentée par Gérald Antoine et Bernard Duchatelet, Paris, Gallimard, coll. « Les cahiers de la NRF », 2005, 479 p.  (ISBN 2-07-077557-7)
- 2017 : Lettres à Ysé : correspondance de Paul Claudel et Rosalie Vetch (éd. Gérald Antoine, préf. Jacques Julliard), Paris, Gallimard, 2017, 464 p.  (ISBN 978-2070769117)

## Hommages
- Établissements d'enseignement

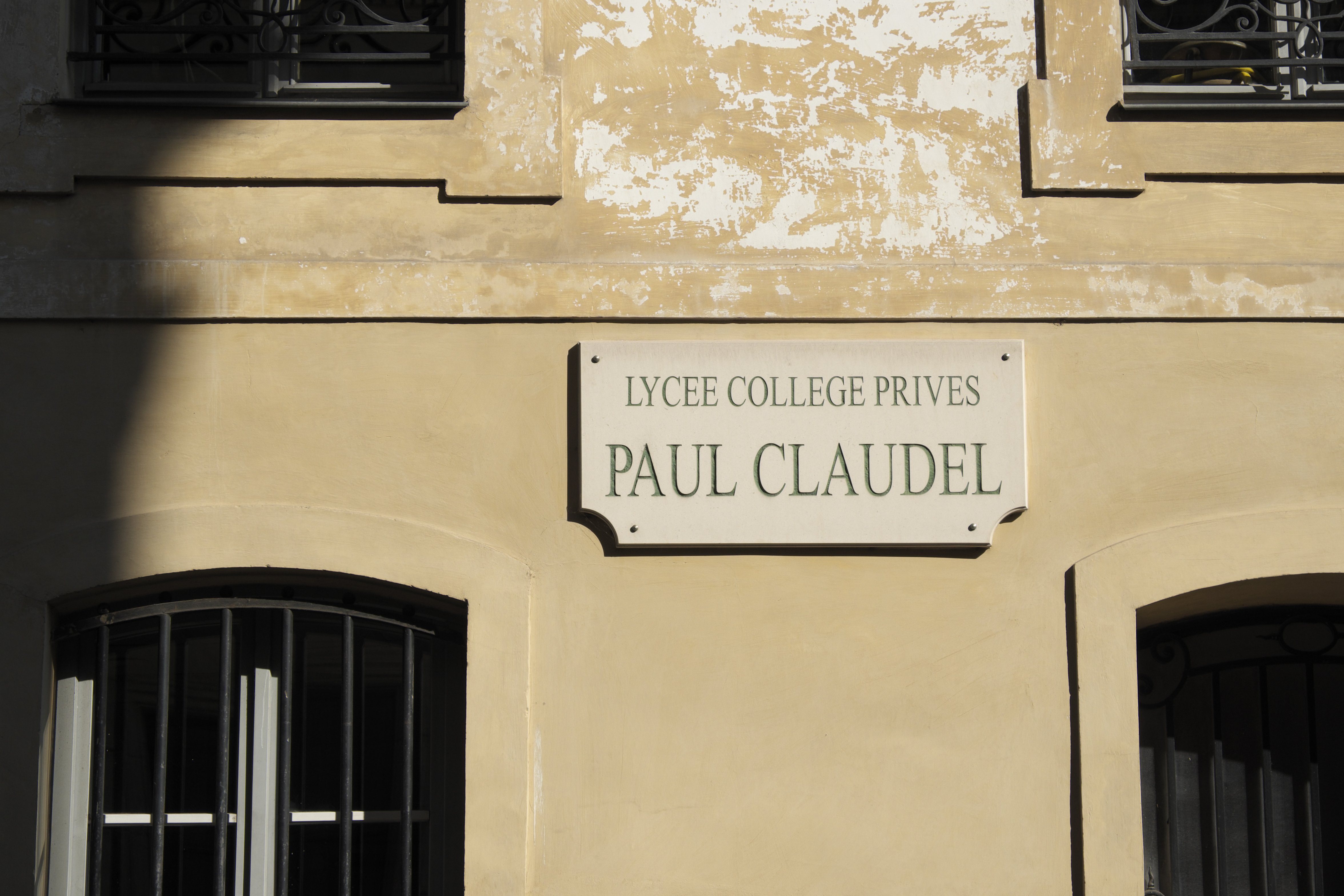
Plaque sur la façade indiquant : « ».

  - Lycée Paul Claudel, 1 place Foch à Laon (Aisne)
  - Collège-lycée privé catholique Paul Claudel, 118, rue de Grenelle (7e arrondissement de Paris) fondé en 1980 au petit hôtel de Villars pour y remplacer le collège Sainte-Marie des Invalides. Fusionné en 2016 avec Hulst, autre établissement du quartier, sous le nom de Paul Claudel-d'Hulst.
  - Collège Paul-Claudel, 98 avenue Saint-Exupéry, 01150 Lagnieu (académie de Lyon).
  - Lycée Claudel d'Ottawa, établissement d'enseignement français dans la capitale du Canada.
- Lieux
  - Place Paul-Claudel (6e arrondissement de Paris).
  - Boulevard Paul-Claudel à Marseille.

## Iconographie

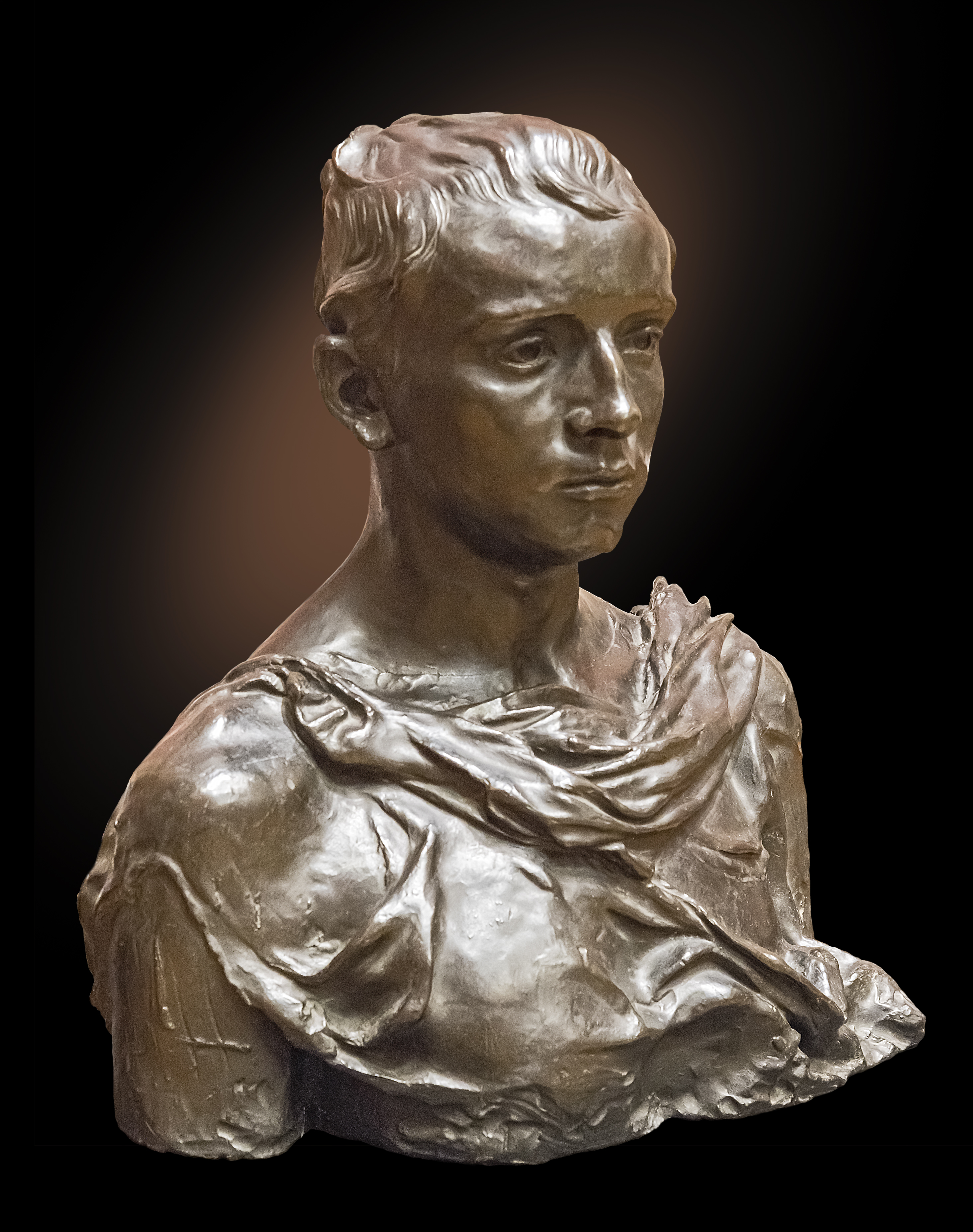
Mon frère[note 6] par Camille Claudel (1893, musée des Augustins de Toulouse).
Portrait de Paul Claudel par Félix Vallotton[note 7] (1898).
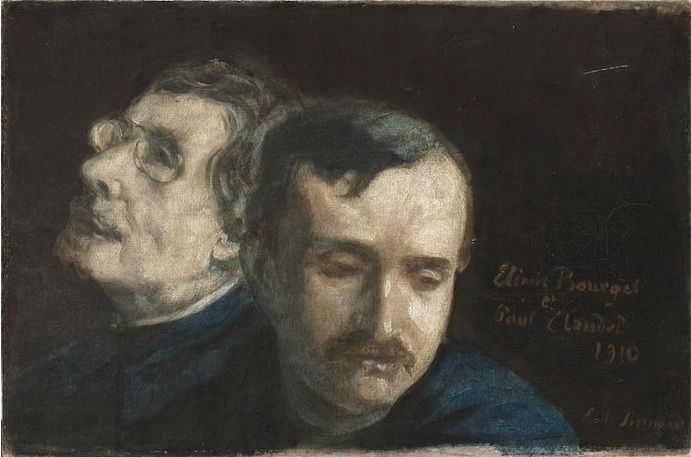
Émile Bernard, Double portrait de Paul Claudel et d'Élémir Bourges (1910, musée d'Orsay).
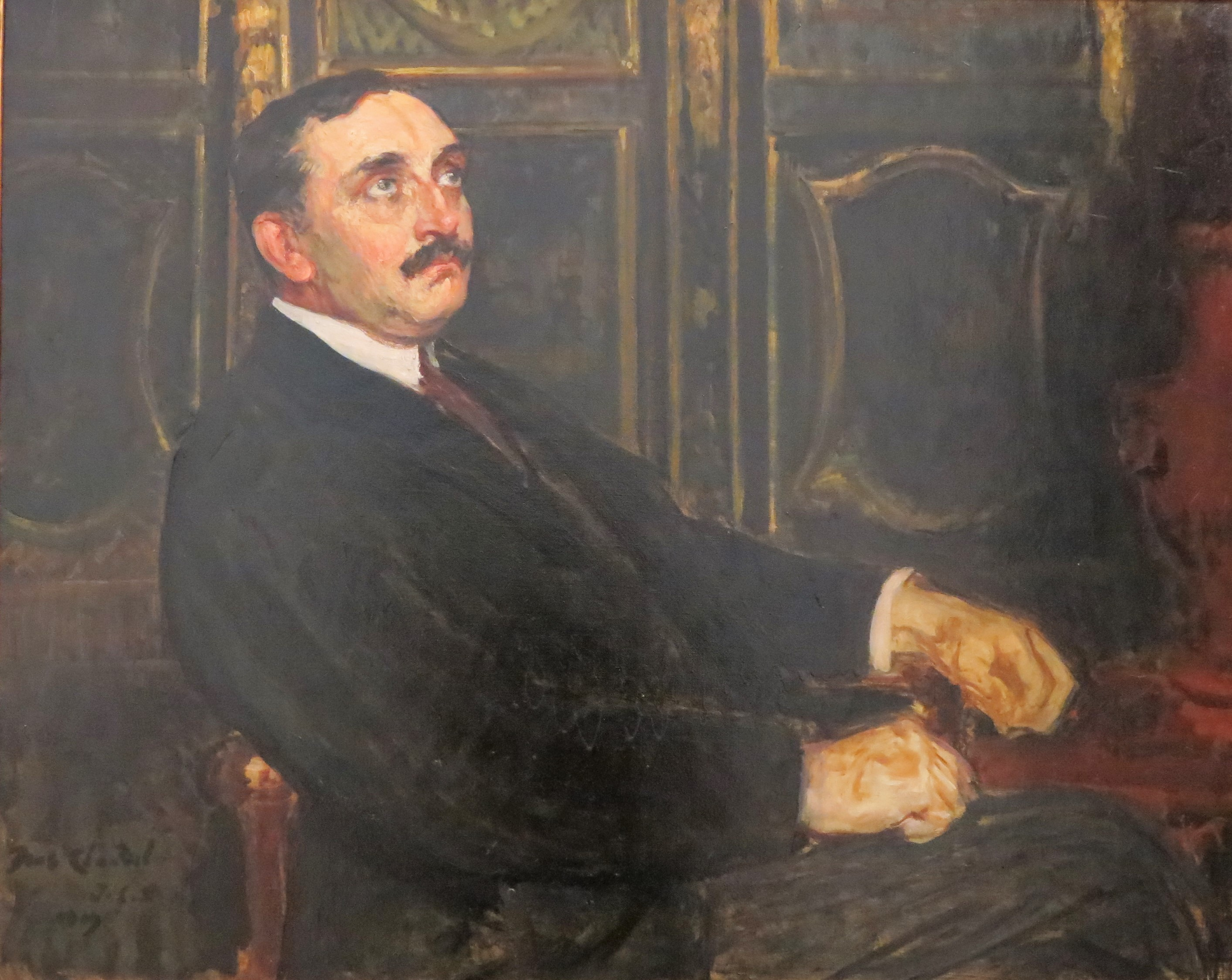
Portrait de Paul Claudel par Jacques-Émile Blanche (1919, musée des Beaux-Arts de Rouen).